# Hobulaid
Hobulaid (Duits: Hestholm, Zweeds: Hästholm) is een eiland binnen de territoriale wateren van Estland. Bestuurlijk valt het onder de stadsgemeente Haapsalu in de provincie Läänemaa. Tot in oktober 2017 viel het eiland onder de gemeente Ridala; in die maand werd Ridala bij Haapsalu gevoegd.

## Geografie
Het eiland heeft een oppervlakte van 89 ha en heeft een langgerekte vorm (van noord naar zuid 2,5 km en op het breedste punt van west naar oost 500 meter). Het ligt in Väinameri, het gedeelte van de Oostzee tussen de eilanden Muhu, Saaremaa, Hiiumaa en Vormsi en het Estische vasteland. Hobulaid ligt tussen Vormsi en het vasteland, bij de ingang van de Baai van Haapsalu. De veerboot tussen Rohuküla op het vasteland en Sviby op Vormsi vaart langs het eiland. Het eiland valt onder het beschermde natuurgebied Väinamere hoiuala.
Samen met een aantal zeer kleine onbewoonde eilandjes, waaronder Hülgerahu, Leetseljarahu en Varsarahu, vormt Hobulaid binnen de stadsgemeente Haapsalu een dorp met de naam Hobulaiu.
Het hoogste punt van het eiland ligt op 6,6 meter boven de zeespiegel. De vegetatie bestaat vooral uit bos en struikgewas, waaronder veel jeneverbessen. Aan de zuidkant staat een 13 meter hoge vuurtoren, gebouwd in 1934, aan de noordkant een lichtbaken.

## Bewoners
In 2000 had het eiland geen permanente bewoners meer. De volkstelling van 2011 leverde ook een inwonertal van 0 op. Volgens een document van het Estisch bureau voor de Statistiek uit 2017 had het eiland op dat moment één permanente bewoner. In 2021 gaf het Estisch bureau voor de Statistiek het aantal inwoners op als ‘< 4’.

## Geschiedenis
Het eiland werd voor het eerst genoemd in 1391 onder de naam Perdeholme. Het maakte deel uit van de bezittingen van de bisschop van Ösel-Wiek. In 1524 werd het Pferdeholm genoemd. In 1642 kwam de Duitse naam Hestholm op. Op het eiland was een paardenfokkerij gevestigd. De Zweedse naam Hästholm is daarvan afgeleid (häst is paard en holm eilandje); de Duitse naam is op zijn beurt afgeleid van de Zweedse. Ook werden wel paarden van elders naar het eiland gebracht om daar te grazen.
Na het prinsbisdom Ösel-Wiek viel Hobulaid onder het landgoed van Linden (Estisch: Ungru; de ruïne van het landhuis van Ungru ligt in het dorp Kiltsi).
Sinds het eiland (vrijwel) geen vaste bewoners meer heeft, wordt het vooral als recreatie-oord gebruikt. Er staan vakantiehuisjes.

## Foto's

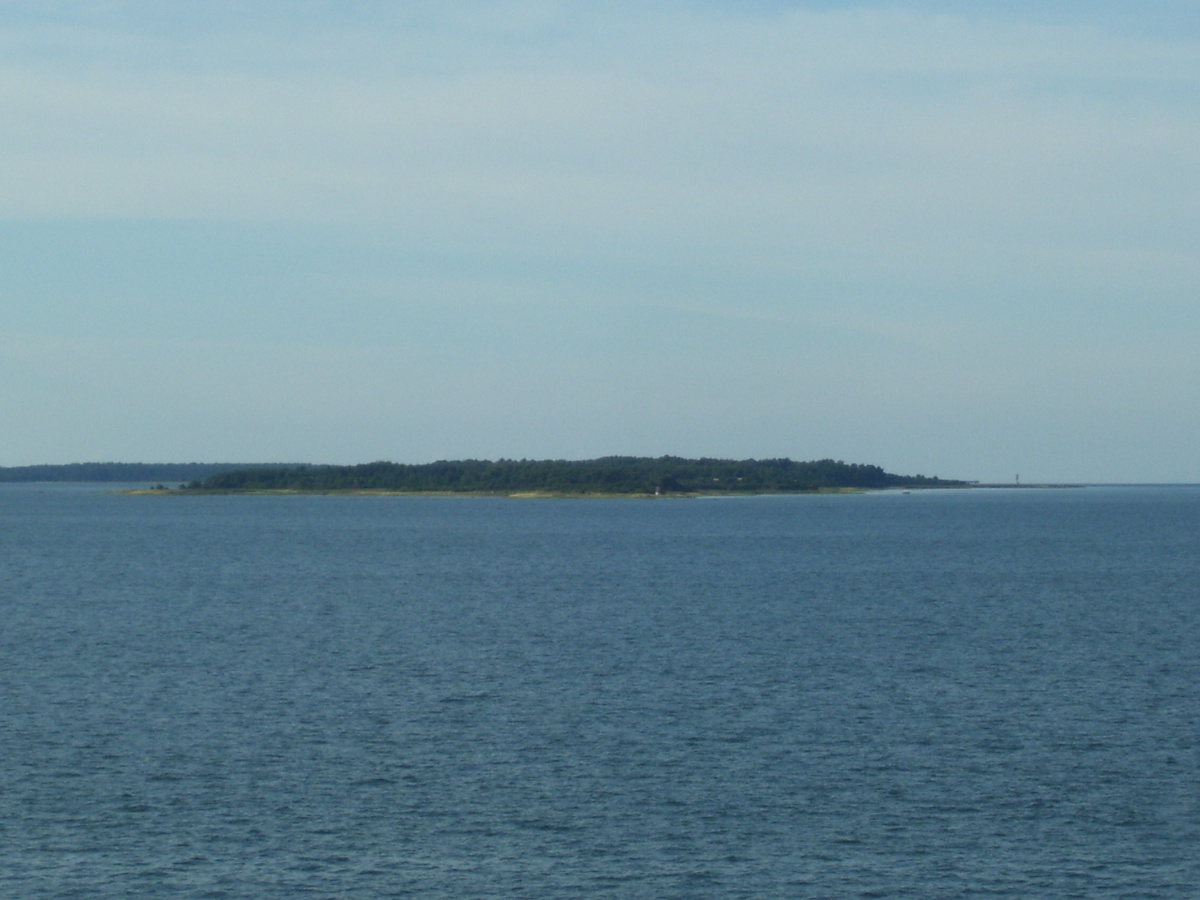
Het eiland vanuit zee
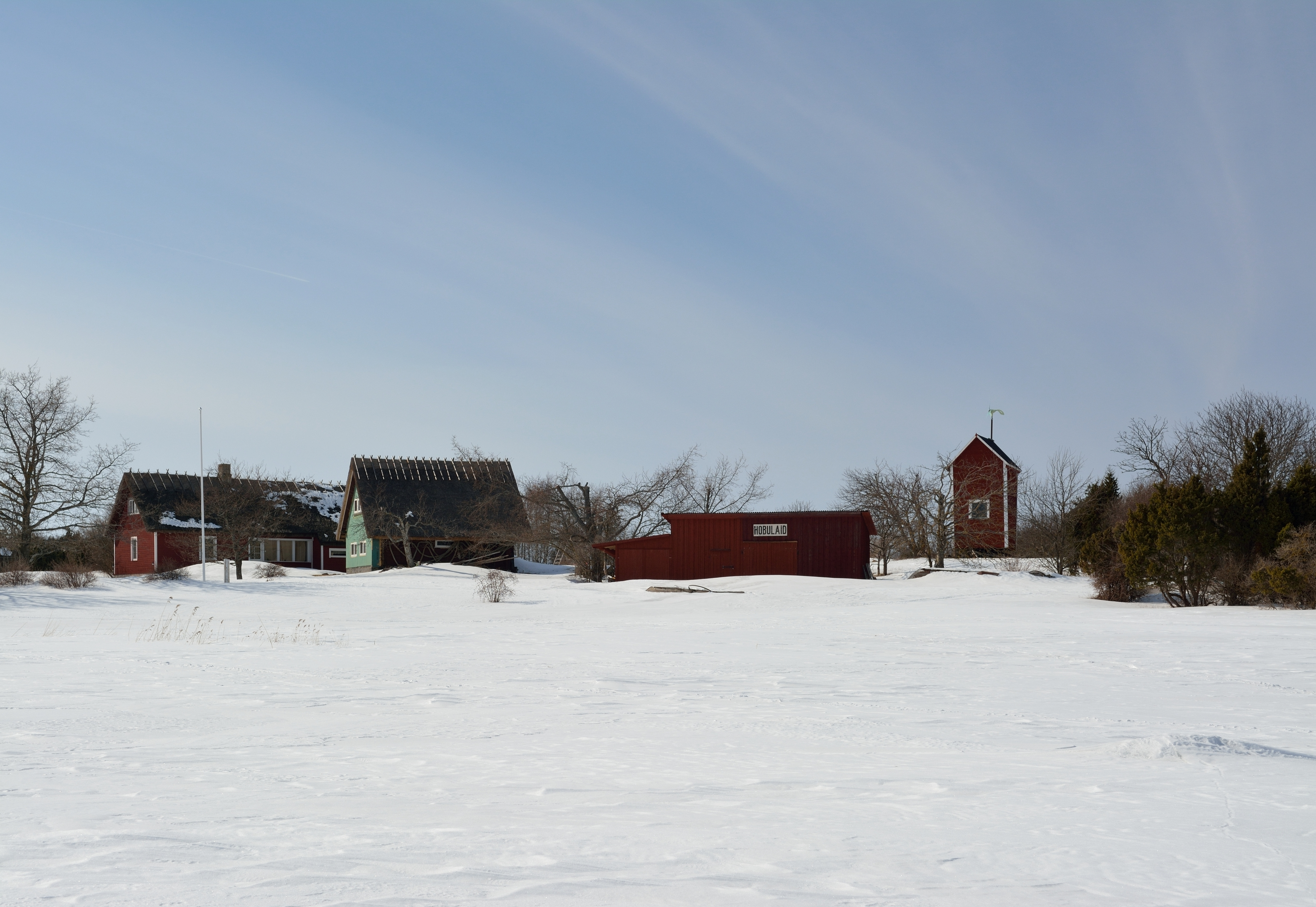
De vroegere dorpskern
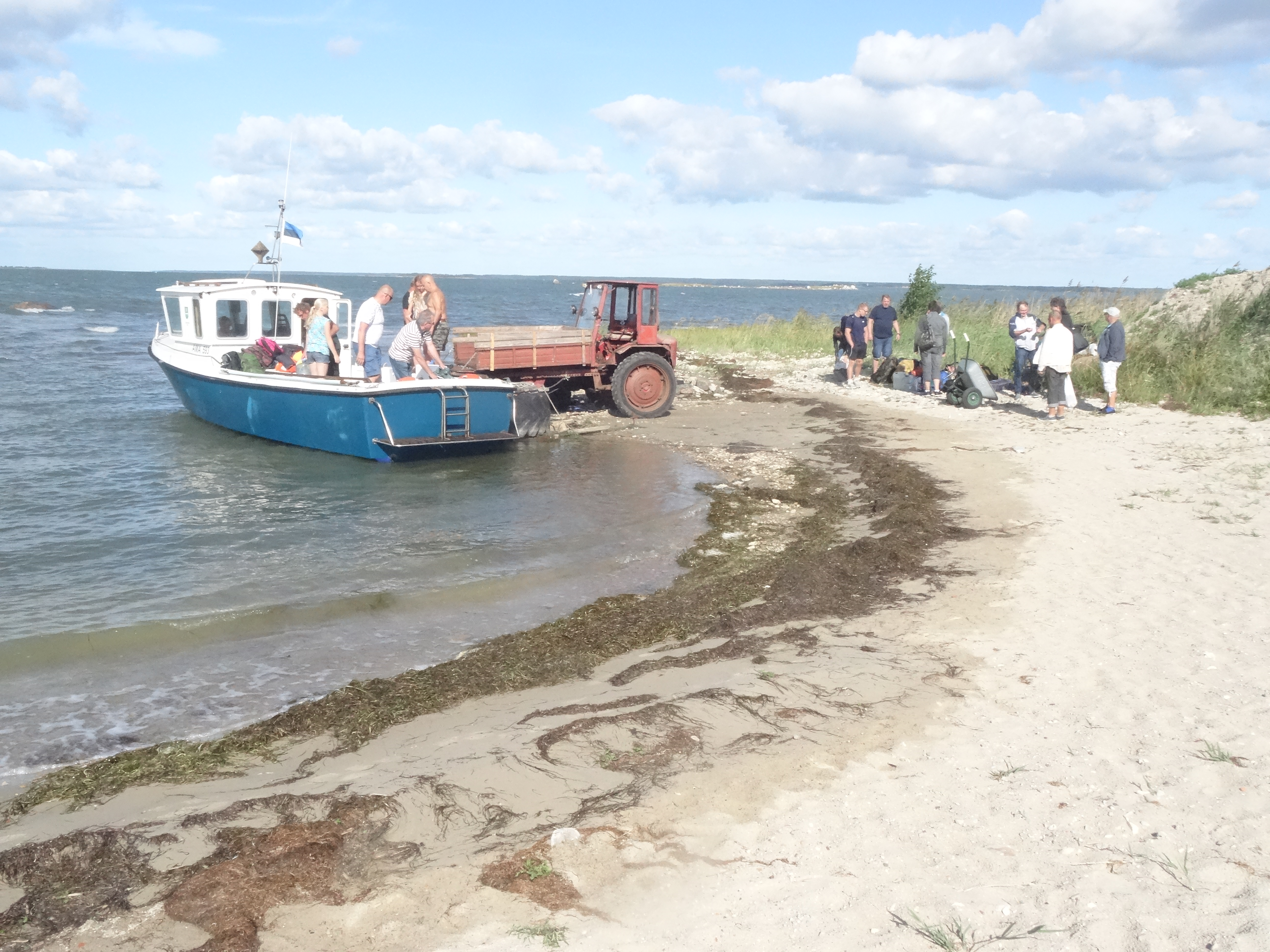
Recreanten komen aan land
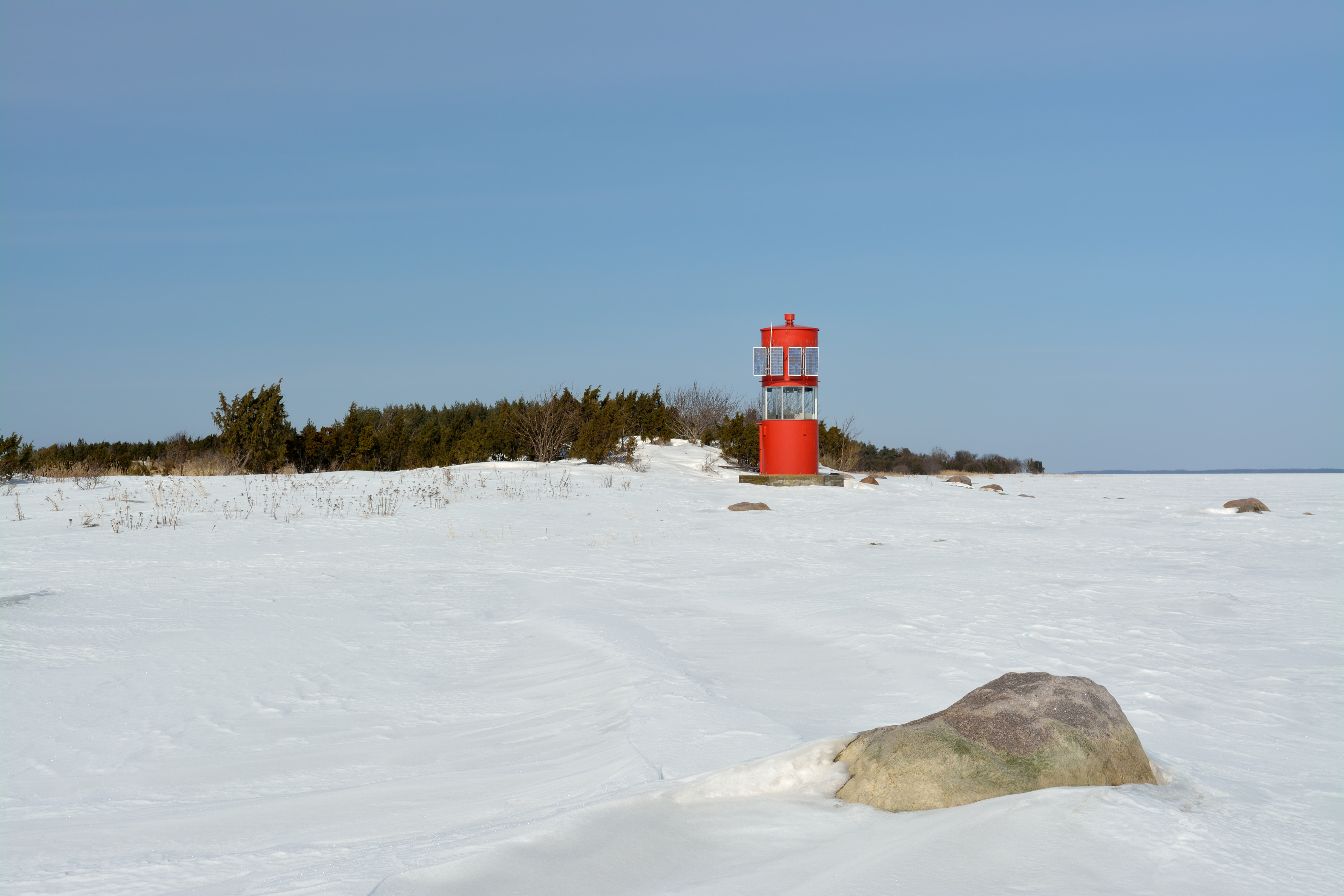
De vuurtoren aan de zuidkant
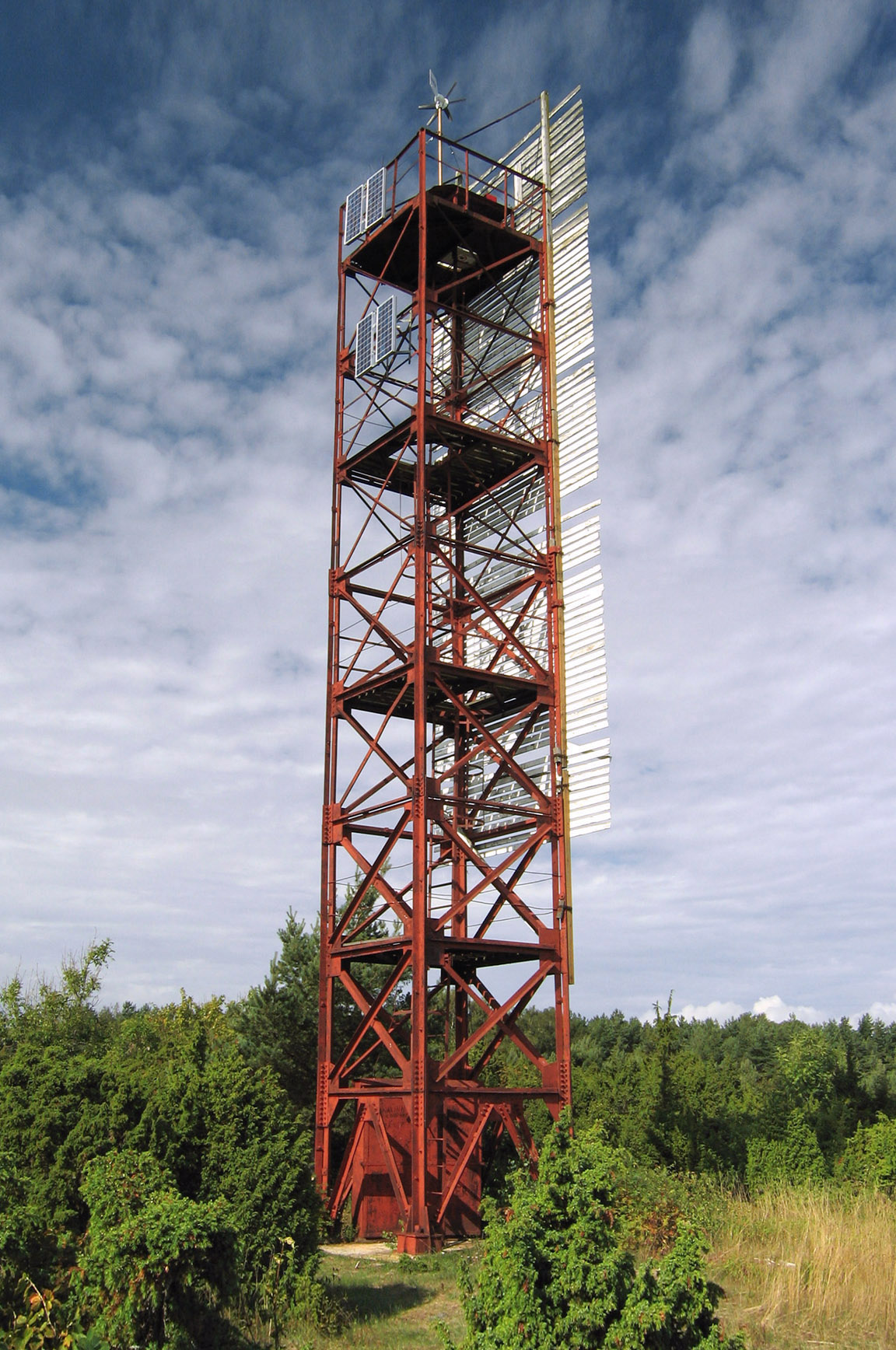
Het lichtbaken aan de noordkant
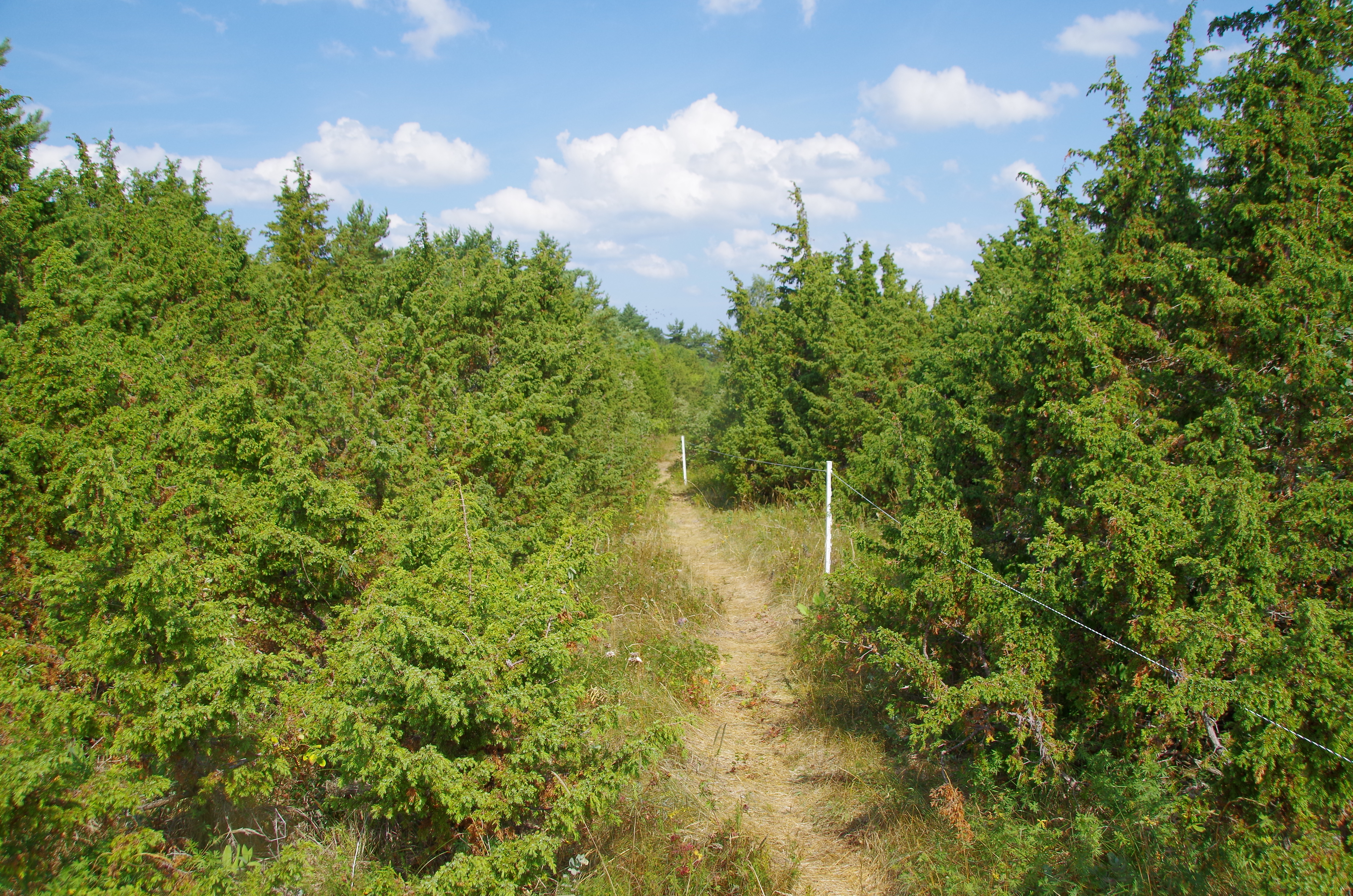
Jeneverbesstruiken